# Чилтон (Вісконсин)
Чилтон (англ. Chilton) — місто (англ. city) в США, в окрузі Калумет штату Вісконсин. Населення — 4080 осіб (2020).

## Географія
Чилтон розташований за координатами 44°1′49″ пн. ш. 88°9′42″ зх. д. / 44.03028° пн. ш. 88.16167° зх. д. (44.030188, -88.161667).  За даними Бюро перепису населення США в 2010 році місто мало площу 10,39 км², з яких 10,28 км² — суходіл та 0,11 км² — водойми.

## Демографія
Згідно з переписом 2010 року, у місті мешкали 3933 особи в 1687 домогосподарствах у складі 1027 родин. Густота населення становила 378 осіб/км².  Було 1808 помешкань (174/км²).
Расовий склад населення:
| - 95,8 % — білих - 0,5 % — азіатів - 0,4 % — корінних американців - 0,2 % — вихідців з тихоокеанських островів - 0,2 % — чорних або афроамериканців - 2,0 % — осіб інших рас |

До двох чи більше рас належало 0,9 %. Частка іспаномовних становила 4,3 % від усіх жителів.
За віковим діапазоном населення розподілялося таким чином: 24,0 % — особи молодші 18 років, 58,5 % — особи у віці 18—64 років, 17,5 % — особи у віці 65 років та старші. Медіана віку мешканця становила 40,0 року. На 100 осіб жіночої статі у місті припадало 93,4 чоловіків;  на 100 жінок у віці від 18 років та старших — 95,5 чоловіків також старших 18 років.
Середній дохід на одне домашнє господарство  становив 63 820 доларів США (медіана — 47 955), а середній дохід на одну сім'ю — 73 617 доларів (медіана — 57 455). Медіана доходів становила 45 833 долари для чоловіків та 35 950 доларів для жінок. За межею бідності перебувало 14,3 % осіб, у тому числі 30,4 % дітей у віці до 18 років та 9,2 % осіб у віці 65 років та старших.
Цивільне працевлаштоване населення становило 1940 осіб. Основні галузі зайнятості: виробництво — 32,4 %, роздрібна торгівля — 14,9 %, освіта, охорона здоров'я та соціальна допомога — 12,5 %.